# تزوير في أوراق رسمية (فلم)
تزوير في أوراق رسمية فيلم مصري صدر في 1984 .

## القصة
تعانى دولت (ميرفت أمين) في حياتها مع زوجها كامل (محمود عبد العزيز) من عدم القدرة على الأنجاب. يتزوج كامل من امرأة أخرى (مشيرة إسماعيل) دون علم دولت. تشاء الأقدار أن تحمل دولت وعندما تذهب لأبلاغ كامل أثناء تواجده بمأمورية بالإسكندرية تكتشف زواجه بالأخرى التي تكون هي الأخرى حامل.تضع الأثنتان مولوديهما في يوم واحد. تتوفى الزوجة الثانية بعد الوضع مباشرة فيسجل كامل المولودين باسم زوجته الأولى عل إنهما توأم دون علمها وحتى لا تعلم أيهما أبنها الحقيقى فلا تفرق بينهما في المعاملة.تظل دولت تحاول أن تعرف أيهما أبنها ولا يمكنها.يكبر الطفلان ليصبحا شابان. أحمد (هشام سليم) يتخرج طياراً ومحمود (إيمان البحر درويش) يتخرج مهندساً ليعمل بشركة والده. وفي يوم من الأيام يتعرض أحمد لحادث وهو يقود السيارة بسرعة تؤدى إلى وفاته، وفي هذه اللحظة يسألها كامل إن كانت تود أن تعرف أيهما أبنها الحقيقى فترفض أن تعرف حتى لا تفجع في أبنهاوذلك حتى يخفف عليه الصدمة بان ابنها مازال على قيد الحياة

## الممثلين
- محمود عبد العزيز (كامل)
- ميرفت أمين (دولت)
- إيمان البحر درويش (محمود)
- هشام سليم (أحمد)
- مشيرة إسماعيل
- محمد شوقي
- عزة جمال
- عليه عبد المنعم
- فؤاد خليل